# Macrones purpureipes
Macrones purpureipes är en skalbaggsart som beskrevs av Lea 1918. Macrones purpureipes ingår i släktet Macrones och familjen långhorningar. Inga underarter finns listade i Catalogue of Life.